# ویلهلم بول
ویلهلم بول (انگلیسی: Vilhelm Buhl؛ ۱۶ اکتبر ۱۸۸۱ – ۱۸ دسامبر ۱۹۵۴) یک دیپلمات و سیاست‌مدار اهل دانمارک بود.